# Carlo Albacini

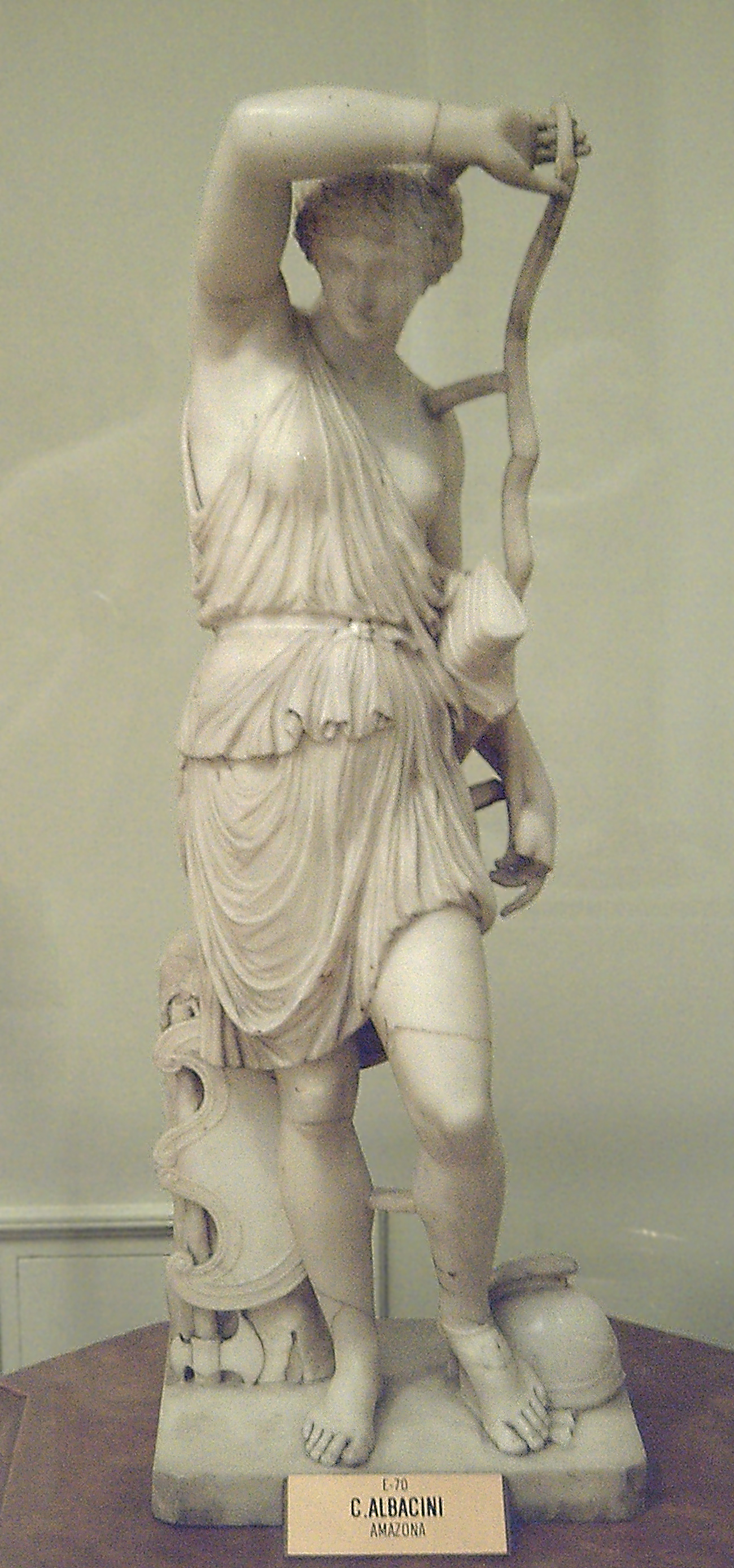
Amazone, marbre d'après l'original aux Musées du Capitole à Madrid.

Carlo Albacini (1734-1813) est un sculpteur italien, restaurateur de sculptures romaines. Carlo Albacini est l'élève de Bartolomeo Cavaceppi, un éminent sculpteur et restaurateur de Rome.

## Biographie

### Collection Farnèse
Carlo Albacini est notable pour ses copies de classiques originaux comme l'Hercule Farnèse, sa version de Castor et Pollux (en) au musée du Prado qui est maintenant au musée de l'Ermitage ou la Flora capitoline de la villa d'Hadrien, pour le marché du Grand Tour. Comme Cavaceppi qui restaure des sculptures classiques, dont les marbres de la collection Farnèse, sur lesquels Albacini travaille de 1786-1789, à la préparation de leur transfert à Naples sous la direction du peintre allemand Hackert et de Domenico Venuti (d). Certaines de ces restaurations sont libres selon les standards modernes : pour la célèbre Vénus callipyge à Naples, la tête, la partie droite de la poitrine apparente, le bras gauche et la jambe droite sont des restaurations d'Albacini. La paire de marbres Farnèse Tyrannicides n'est cependant pas restaurée avant l'embarquement pour Naples, après restauration elle prendra le nom de Gladiateurs.

### Blundell
Carlo Albacini est le principal restaurateur pour Thomas Jenkins, dont un des clients célèbres est Charles Townley dont la collection est au British Museum. Townley présente Albacini à Henry Blundell dont la collection de sculptures romaines est exposée à Ince Blundell. En 1776, Blundell, qui considère que les copies modernes soignées sont supérieures à de médiocres antiquités, engage Albacini pour réaliser une copie de le tête colossale de Lucius Aurelius Verus. Quand le jeune Antonio Canova visite les ateliers de Cavaceppi et Albacini en 1779-1780, il apprend d'un des assistants d'Albacini que le travail dure depuis quatorze mois et qu'il reste cinq mois de travail sur la copie de Lucius Verus.

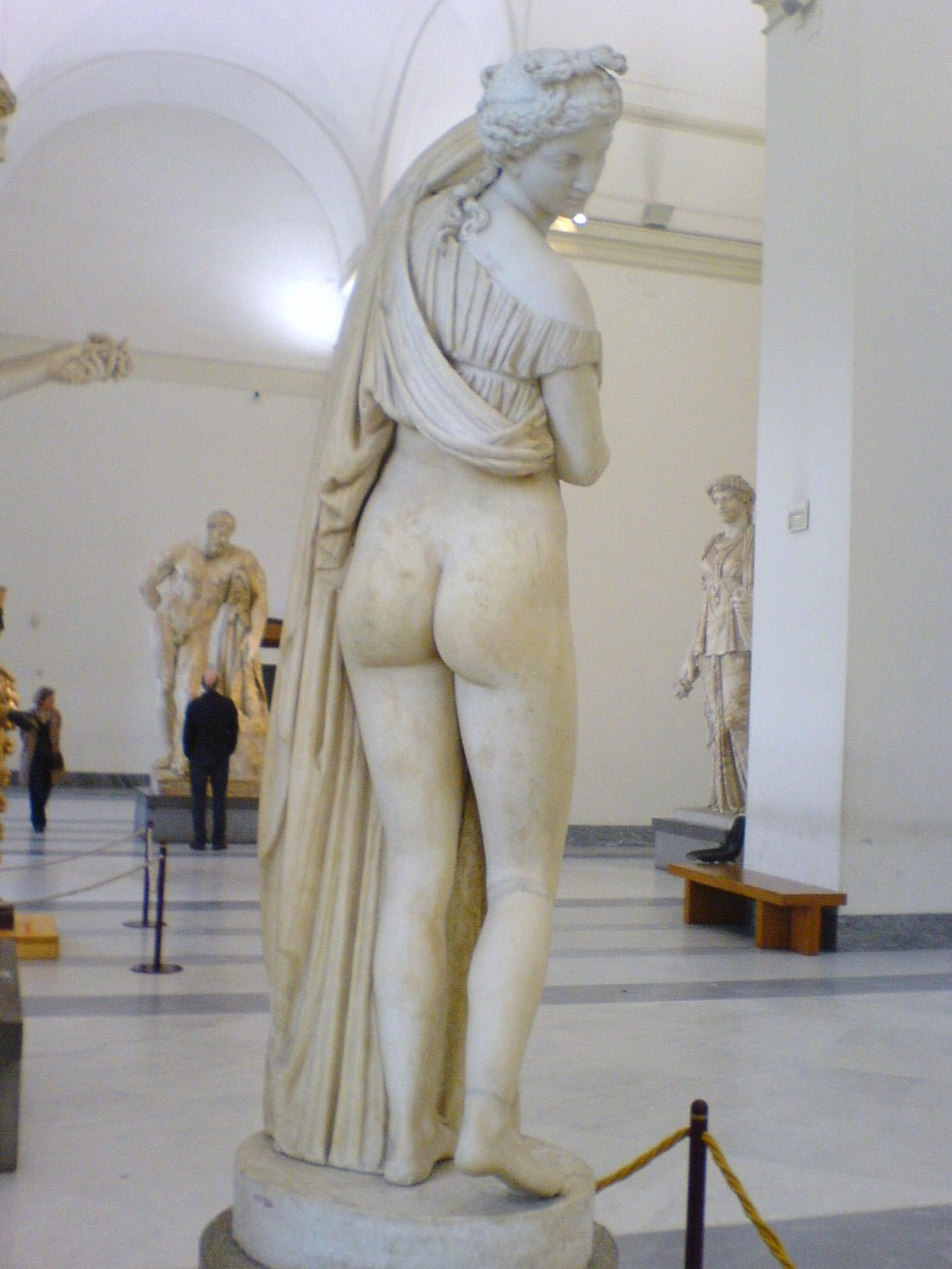
Vénus callipyge, (Musée archéologique national à Naples) restauré dans les années 1780.

### Collections
Carlo Albacini répertorie l'immense collection de sculptures antiques laissée par Cavaceppi. Il forme une collection de moule de bustes gréco-romains qui seront vendus par Filippo Albacini que l'on peut voir aux musées du Capitole, aux musées du Vatican, à Naples, au musée du Prado et à la Casa del Labrador (en), Aranjuez, et plus spécialement à la Galerie nationale d'Écosse, où la présence d'un grand groupe de moulages en plâtre achetés au fils d'Albacini en 1838 a fait l'objet d'un colloque sur la diversité et la signification culturelle des moulages de sculptures classiques et les divers paramètres des restaurations éthiques.

### Autres travaux
Sur des travaux de plus petites échelles, son atelier, en collaboration avec Luigi Valadier, produit la mise en table élaborée en bronze doré et patiné et de marbres colorés rares sur le thème romantico-classique Les ruines de Paestum, conçu pour Marie-Caroline d'Autriche par Domenico Venuti, 1805.
En tant que marbrier, l'atelier d'Albacini exécute également des sculptures architecturales, telles que deux simples cheminées de marbre blanc et coloré pour la galerie de chasse de Ferdinand Ier, le palais royal de Carditello,, à environ 14 km au nord-est de Naples. Les piédestaux pour sculpture, pour lesquels Albacini devait être payé, ont été expédiés de Livourne en 1780 par Gavin Hamilton à destination de Thomas Pitt, le futur Lord Camelford, qui ne les a pas pris.
Son fils porte le même nom, Carlo Albacini (1777 – 1858) et est aussi sculpteur.